# 本多忠典
本多 忠典（ほんだ ただつね）は、江戸時代中期の大名。三河国岡崎藩の第2代藩主。官位は従五位下・中務大輔。忠勝系本多家宗家12代。

## 生涯
宝暦14年（1764年）1月24日、石見国浜田藩主・本多忠盈の次男として石見浜田にて誕生。安永6年（1777年）に岡崎藩主・本多忠粛が死去したため、その養子として家督を継ぐ。しかし本多氏は、相次ぐ移封で財政難となる。そのため、幕府に豊かな土地への移封を願い出るが許されず、代わって安永7年（1778年）に1万両を10年かけて与えられることとなり、諸役も免除されることとなった。天明3年（1783年）には預かり地を与えてもらうように幕府に願い出るが、これも許されなかった。
寛政2年（1790年）8月26日、江戸で死去した。享年27。跡を養子・忠顕（松平頼謙の次男）が継いだが、相次ぐ藩主の早世と養子問題から、死後に藩内で家督抗争が起こった。

## 系譜
父母
- 本多忠盈（実父）
- 法王院、松井氏 ー 側室（実母）
- 本多忠粛（養父）

正室
- 了智院 ー 秋元永朝の娘

養子
- 本多忠顕 ー 松平頼謙の次男